# دیب بلو در مقابل گری کاسپارف
- ۱۰ فوریهٔ ۱۹۹۶: در فیلادلفیا، پنسیلوانیا
- نتیجه: کاسپارف–دیپ بلو (۲-۴)
- رکوردها: اولین رایانه‌ای که یک قهرمان جهانی را در یک بازی
کلاسیک تحت محدودیت‌های یک تورنومنت شکست می‌دهد

دومین مسابقه
- ۱۱ مه ۱۹۹۷: در شهر نیویورک، نیویورک
- نتیجه: دیپ بلو–کاسپارف (۳٫۵-۲٫۵)
- رکوردها: اولین رایانه‌ای که یک قهرمان جهانی را در یک
مسابقه تحت محدودیت‌های یک تورنومنت شکست می‌دهد

دیب بلو در مقابل گری کاسپارف زوج مسابقه‌ای از ۶ مسابقه بین گری کاسپارف و یک ابررایانه آی‌بی‌ام که دیپ بلو خوانده می‌شود بود. اولین مسابقه در فیلادلفیا در ۱۹۹۶ کاسپارف به پیروز رسید. دومین مسابقه در شهر نیویورک در ۱۹۹۷ بود و دیپ‌بلو به پیروز رسید. مسابقهٔ ۱۹۹۷ اولین شکست قهرمان جهانی به یک رایانه تحت شرایط یک تورنومنت بود.